# موسى حوامدة
موسى حوامدة (وُلِد في 25 فبراير 1959 السموع، الخليل – ) شاعر فلسطيني-أردني، يُعَد شخصية بارزة في انطولوجيا الشعر الفلسطيني وشعر الحب العربي. الشاعر موسى عضوًا في رابطة الكتاب الأردنيين واتحاد الكتاب العرب، وهو أيضًا عضو في نقابة الصحفيين الأردنيين، ويشغل منصبًا في الهيئة الإدارية لاتحاد كتاب الإنترنت العرب. شارك في عدة مهرجانات عربية وأوروبية، وتُرجِمَت قصائده إلى عدة لغات، منها الإنجليزية والفارسية والفرنسية والألمانية والسويدية والرومانية والكردية والبوسنوية والتركية، ونشرت له جريدة جمهوريت التركية عدداً من القصائد.
درس الشاعر موسى الإعدادية في مدرسة السموع، ثم انتقل للخليل لدراسة المرحلة الثانوية، اُعتُقِل أكثر من مرة عندما كان طالباً هناك. التحق بالجامعة الأردنية للدراسة في كلية الآداب. اُعتُقِل في السنة الثانية، وسُجِن في زنزانة انفرادية لمدة ثلاثة أشهر، وفُصِل من الجامعة لمدة عام، ثم عاد بعدها للدراسة، وتخرج من قسم اللغة العربية عام 1982.
من خلال تسليط الضوء على طبيعة الشاعر، قام المخرج ناصر عمر بإخراح فيلمًا مخصصًا لرحلة موسى الشعرية. بُث هذا الفيلم من ضمن برنامج "هؤلاء الآخرون" على قناة اوربت وعدة قنوات فضائية مختلفة.

## حياته المهنية
بدأ نشر قصائده في ملحق جريدة الدستور الثقافي بداية الثمانينات حينما كان طالبا ونشر أول مجموعة شعرية بعنوان «شغب» (عام 1988 في عمان).
منع من السفر والعمل حتى بدأ عهد الديمقراطية في الأردن فالتحق بالعمل في صحيفة الشعب ثم الدستور ثم عمل مدير تحرير في جريدة العرب اليوم ويعمل حالياً مدير تحرير الدائرة الثقافية في الدستور الأردنية.

## أعماله

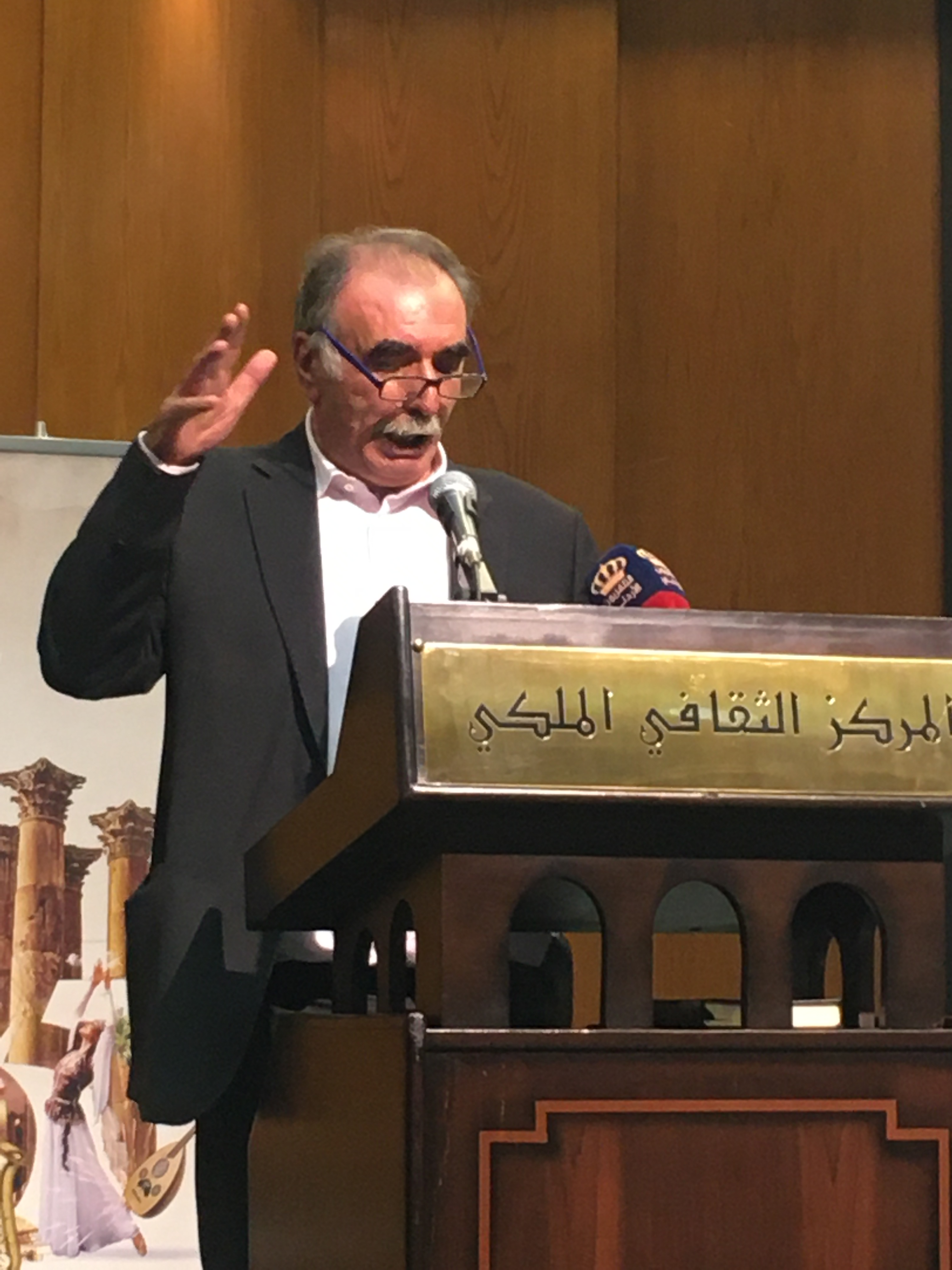
الحوامدة يلقي شعراً في المركز الثقافي الملكي، عمّان.

- 1988: صدر أول ديوان شعري بعنوان "شغب".
- 1988: صدر الديوان الشعري الثاني (تزدادين سماءً وبساتين) وهو عبارة عن قصائد حب.
- 1999: نشر ديوانه الشعري الثالث "شجري أعلى" مما أثار حفيظة المتطرفين الإسلاميين. صودر الديوان عام 2000 وواجه تحديات قانونية حتى عام 2002 عندما تمت تبرئته من تهمة تحقير الأديان ومخالفة قانون المطبوعات إلا أن النائب العام استأنف الحكم ضده. وفي عام 2001 حُكِم عليه من قبل محكمة جنايات عمان بالسجن ثلاثة أشهر بتهمة مخالفة قانون المطبوعات والنشر بمصادرة كتابه "شجري أعلى" في الأردن.
- 2002: المجموعة الرابعة وهي بعنوان "أسفار موسى العهد الأخير" عن المؤسسة العربية للدراسات والنشر مع حذف بعض القصائد من قبل إدارة المطبوعات.
- 2004: المجموعة الشعرية الخامسة "من جهة البحر" الصادرة عن المؤسسة العربية للدراسات والنشر في بيروت.
- 2006: أصدر دار الشروق ديوانه الشعري السادس "سلالتي الريح عنواني المطر" والذي حاز على جائزتين فرنسيتين في نفس العام.
- 2007: نشر "كما يليق بطير طائش" عن الدائرة الثقافية في أمانة عَمان الكبرى، دار اليازوري.
- 2010: أصدرت له هيئة قصور الثقافة في القاهرة وضمن سلسلة إبداع عربي مختارات شعرية بعنوان «سلالتي الريح عنواني المطر وقصائد أخرى».
- 2011: "موتى يَجرُّون السماء" من إصدارات دار أرابيسك بالقاهرة.
- 2012: أعادت الهيئة المصرية العامة طباعة "موتى يَجرُّون السماء" ضمن سلسلة الإبداع العربي.
- 2013: الطبعة الثالثة من "سلالتي الريح وعنواني المطر" ضمن مشروع مكتبة العائلة، وزارة الثقافة، عمّان.
- 2015: «جسد البحر رداء للقصيدة» ديوان شعري، من إصدارات دار نون الإمارات.
- 2017: "سأمضي إلى العدم" صادر عن الهيئة المصرية العامة للكتاب في مصر.
- 2020: "تجبر خاطر الغريب.. وردة"، دار أروقة بالقاهرة.
- 2021: طبعة ثانية لـ"جسد للبحر رداء للقصيدة" عن الهيئة المصرية العامة للكتاب.

وإلى جانب إنجازاته الشعرية، تعمق موسى في الأدب الساخر بثلاثة كتب نثرية، منها "حكايات السموع" (2000)، الصادرة عن دار الشروق في رام الله وعمّان. وترجمت منه ليلى الطائي ملتون لمجلة بانيبال الإنكليزية في العدد الأخير الذي كُرِّس للأدب الفلسطيني الحديث.

## الجوائز
كُرِّم موسى لمساهماته الأدبية من خلال العديد من الجوائز. حصل على جائزة رابطة الكتاب الأردنيين لغير الأعضاء في عام 1982 عن قصيدته "الفراغات". والجدير بالذكر أنه حصل في عام 2006 على جائزة "لا بلوم" (الريشة) (بالفرنسية: La Plume)‏ المرموقة، وهي الجائزة الكبرى التي تقدمها مؤسسة "أورياني" الفرنسية (بالفرنسية: Fondation Oriani)‏، كما نال جائزة مهرجان تيرانوفا الفرنسي، وجائزة المهاجر الأسترالية للشعر عام 2011.
بالإضافة إلى الجوائز، شارك موسى بنشاط في العديد من المهرجانات الشعرية العربية والأوروبية. ويمتد حضوره إلى مختارات شعرية، بما في ذلك مختارات من الشعر الفلسطيني، كما ساهم كشاعر عربي في كتاب موعدان لبزوغ الشمس وعازفان الفارسي الذي صدر بالفارسية من ترجمة الشاعر الإيراني موسى بيدج.

## كُتِب عنه
يتجلى تأثير أعمال موسى في الاهتمام الذي حظي به من النقاد والكتاب العرب. شخصيات مشهورة مثل بلند الحيدري، صلاح فضل، طراد الكبيسي، محمد علي شمس الدين، راسم المدهون، علي بدر، حكمت النوايسة، عبير سلامة، نعيم عرايدي، فخري صالح، محمد العشري، عبد عون الروضان، مقداد مسعود، مؤيد البصام، وجدان الصائغ، جلال برجس وغيرهم كثيرون تعاملوا مع شعره وكتبوا عنه. إن تأثيره الأدبي تجاوز المنطقة العربية كما يتضح من الترجمات والمناقشات بلغات مثل التركية والفارسية.
نشرت مجلة "جامة" الإيرانية ملفًا عنه، يحتوي على عدة قصائد مترجمة. وقد نشرت مجلة "بروسوبيسيا" الهندية للأدب العالمي العديد من قصائده المترجمة إلى الإنجليزية. كما قام الشاعر الجزائري عيسى حديبي بترجمة مجموعته "سأمضي إلى العدم" إلى الفرنسية، وكذلك ترجم له الجزائري مدني قصري، والتونسية آسيا السخيري، والمغربية ثريا إقبال.
صدر كتابًا بعنوان "شعرية التمرد: مقاربات نقدية في دواوين الشاعر موسى حوامدة"، أُعِدَّ وحُرِرَ بواسطة أحمد اللاوندي، ونشرته دار ميتابوك المصرية في عام 2023. قدم الطالب عبد الخالق فرحان علي الخاتوني رسالة ماجستير حول شعر حوامدة بعنوان "البنيات الفنية في شعر موسى حوامدة" في جامعة الموصل في عام 2013. بالإضافة إلى ذلك، قام أحمد شهاب بتأليف كتاب نقدي بعنوان "حضور الموت وإيقاع الغياب في شعر موسى حوامدة"، نشرته دار كنعان في دمشق عام 2020.